# العلاقات البلجيكية الجنوب إفريقية
العلاقات البلجيكية الجنوب أفريقية هي العلاقات الثنائية التي تجمع بين بلجيكا وجنوب أفريقيا.

## مقارنة بين البلدين
هذه مقارنة عامة ومرجعية للدولتين:
| وجه المقارنة                                              | بلجيكا                                                                              | جنوب أفريقيا |
| --------------------------------------------------------- | ----------------------------------------------------------------------------------- | --- |
| المساحة (كم2)                                             | 30.53 ألف                                                                           | 1.22 مليون |
| عدد السكان (نسمة)                                         | 11.37 مليون                                                                         | 57.73 مليون |
| الكثافة السكانية (ن./كم²)                                 | 372.42                                                                              | 47.32 |
| العاصمة                                                   | بروكسل                                                                              | بريتوريا، بلومفونتين، كيب تاون |
| اللغة الرسمية                                             | اللغة الهولندية، لغة فرنسية، اللغة الألمانية                                        | لغة إنجليزية، اللغة الأفريقانية، اللغة النديبلي الجنوبية، اللغة السوثو الشمالية، اللغة السوتية، لغة سوازي، اللغة التسونجا، اللغة التسوانية، اللغة الفيندية، اللغة الكوسية، اللغة الزولوية |
| العملة                                                    | يورو، فرنك بلجيكي                                                                   | راند جنوب أفريقي |
| الناتج المحلي الإجمالي (بليون دولار)                      | 492.68 مليار                                                                        | 349.42 مليار |
| الناتج المحلي الإجمالي (تعادل القوة الشرائية) بليون دولار | 514.74 مليار                                                                        | 725.91 مليار |
| الناتج المحلي الإجمالي الاسمي للفرد دولار أمريكي          | 40.32 ألف                                                                           | 5.72 ألف |
| الناتج المحلي الإجمالي للفرد دولار أمريكي                 | 43.44 ألف                                                                           | 13.05 ألف |
| مؤشر التنمية البشرية                                      | 0.890                                                                               | 0.666 |
| رمز المكالمات الدولي                                      | +32                                                                                 | +27 |
| رمز الإنترنت                                              | .be                                                                                 | .za |
| المنطقة الزمنية                                           | توقيت وسط أوروبا، ت ع م+01:00، ت ع م+02:00، توقيت وسط أوروبا الصيفي، أوروبا/بروكسل ‏ | ت ع م+02:00، أفريقيا/جوهانسبرغ ‏ |

## مدن متوأمة
في ما يلي قائمة باتفاقيات التوأمة بين مدن بلجيكية وجنوب أفريقية:
- ترتبط أنتويرب مع كيب تاون باتفاقية توأمة منذ 1963.
- ترتبط Geel [الإنجليزية]‏ مع UMlalazi Local Municipality [الإنجليزية]‏ باتفاقية توأمة.
- ترتبط ماسميخيلين مع بلدية تشواني [الإنجليزية]‏ باتفاقية توأمة.

## منظمات دولية مشتركة
يشترك البلدان في عضوية مجموعة من المنظمات الدولية، منها:
| علم المنظمة | اسم المنظمة                        | تاريخ انضمام بلجيكا | تاريخ انضمام جنوب أفريقيا |
| ----------- | ---------------------------------- | ------------------- | ------------------------- |
|             | منظمة التجارة العالمية             | ?                   | 1995                      |
|             | الأمم المتحدة                      | 27 ديسمبر 1945      | 7 نوفمبر 1945             |
|             | الاتحاد الدولي للاتصالات           | 1866                | 1910                      |
|             | يونسكو                             | 29 نوفمبر 1946      | 4 نوفمبر 1946             |
|             | الاتحاد البريدي العالمي            | ?                   | ?                         |
|             | مؤسسة التنمية الدولية              | 2 يوليو 1964        | 12 أكتوبر 1960            |
|             | منظمة حظر الأسلحة الكيميائية       | ?                   | ?                         |
|             | نظام تحكم تكنولوجيا القذائف        | 1990                | 1995                      |
|             | وكالة ضمان الاستثمار متعدد الأطراف | 18 سبتمبر 1992      | 10 مارس 1994              |
|             | منظمة الشرطة الجنائية الدولية      | ?                   | ?                         |
|             | مؤسسة التمويل الدولية              | 27 ديسمبر 1956      | 3 أبريل 1957              |
|             | المنظمة الهيدروغرافية الدولية      | ?                   | ?                         |
|             | البنك الدولي للإنشاء والتعمير      | 27 ديسمبر 1945      | 27 ديسمبر 1945            |
|             | الفريق المعني برصد الأرض           | ?                   | ?                         |
|             | البنك الإفريقي للتنمية             | ?                   | ?                         |
|             | مجموعة الموردين النوويين           | ?                   | ?                         |

## أعلام
هذه قائمة لبعض الشخصيات التي تربطها علاقات بالبلدين:
- تشارلز غروفز رايت أندرسون (12 فبراير 1897[25] – 11 نوفمبر 1988[25])

## وصلات خارجية
- موقع وزارة الخارجية البلجيكية
- موقع وزارة الخارجية الجنوب أفريقية